# Opisthoxia alectaria
Opisthoxia alectaria är en fjärilsart som beskrevs av Achille Guenée 1857. Opisthoxia alectaria ingår i släktet Opisthoxia och familjen mätare. Inga underarter finns listade i Catalogue of Life.